# اچ‌ام‌اس برازن (اف۹۱)
اچ‌ام‌اس برازن (اف۹۱) (به انگلیسی: HMS Brazen (F91)) یک کشتی است که طول آن 131.2 m (430 ft) می‌باشد. این کشتی در سال ۱۹۸۰ ساخته شد.